# Brian O’Shaughnessy (Schauspieler)
Brian O’Shaughnessy (* 5. Mai 1931 in Aldershot, Vereinigtes Königreich; † 18. Juni 2001 in Kapstadt, Republik Südafrika) war ein britischstämmiger, südafrikanischer Schauspieler am Theater, beim Film, Fernsehen und Radio sowie der Autor eines Bühnenstücks.

## Leben und Wirken
Brian O’Shaughnessy wuchs in England auf, ehe ihn seine Eltern während des Zweiten Weltkriegs wegen der Möglichkeit einer deutschen Invasion in Großbritannien außer Landes in Sicherheit, nach Südafrika, brachten. Dort blieb der Brite auch nach Kriegsende 1945 und entschloss sich, Schauspieler zu werden. In dem kommenden halben Jahrhundert sah man ihn in klassischen wie modernen Stücken, darunter Hello, Dolly!, Antonius und Cleopatra, Slave Trade, Terra Nova, Buried Inside Extra, The Fan und zuletzt (1995) Broken Glass. Verpflichtungen führten ihn in zahlreiche Regionen Südafrikas, darunter der Oranje-Freistaat, Natal sowie nach Kapstadt. 1999 gab O’Shaughnessy seine Abschiedsvorstellung auf den Bühnenbrettern mit der Inszenierung seines Stücks A Time to Die, die er im Kwasuka Theatre von Durban zur Aufführung brachte. Im Zentrum der Handlung stand dort der Prozess gegen den australischen Burenkriegsteilnehmer Breaker Morant, der 1902 wegen Kriegsverbrechen hingerichtet wurde.
Wahl-Südafrikaner O’Shaughnessy hat sich vor allem aber seit 1962 einen Namen mit zahlreichen Neben- und einigen Hauptrollen in einer Fülle von Kino- wie Fernsehfilmen gemacht. Seit seiner Mitwirkung in dem überwiegend mit deutschsprachigem Personal 1964 hergestellten Abenteuerfilmen Jagd auf blaue Diamanten und Sandy the Seal wurde der Schauspieler immer wieder in vor Ort in Südafrika entstandenen, deutschen Produktionen eingesetzt. Dabei handelte es sich vor allem um actionhaltige Abenteuer-, Historien- und Diamantengeschichten (darunter Diamanten sind gefährlich, Schatzsuche unserer Tage, Diamantendetektiv Dick Donald und Härte 10). Vor allem Jürgen Goslar holte O’Shaughnessy für seine Fernseh- wie Kinoinszenierungen (Der Rivonia-Prozeß, … und die Nacht kennt kein Erbarmen, Slavers – Die Sklavenjäger). Darüber hinaus sah man den Südafrikaner sowohl in einem textilarmen Steinzeit-Streifen der englischen Hammer-Films (mit der Hauptrolle eines Stammesanführers in Sex vor sechs Millionen Jahren) als auch in einem frühen Tatort-Krimi mit Kommissar Trimmel (als niederländischer Söldner und Beteiligter an einem Geldtransportüberfall in Tatort: Trimmel und der Tulpendieb).
Überdies hatte Brian O’Shaughnessy Mitte der 1980er Jahre einen Auftritt in Egon Günthers ebenso aufwendigem wie ambitionierten Dreiteiler Morenga absolviert. Bis zuletzt (Die Spesenritter, Die Wüstenrose, Falling Rocks und schließlich Mein Papa mit der kalten Schnauze aus dem Jahre 2001) konnte man Brian O’Shaughnessy mit kleinen Rollen in deutschen Produktionen sehen. Über seine Arbeit vor der Kamera hinaus war der Künstler in seiner südafrikanischen Heimat auch eine bekannte Radiostimme. O’Shaughnessy nahm zahlreiche Sendungen für Springbok and Safm (ehemals Radio South Africa) auf. Er starb an einem Herzinfarkt infolge eines kleinen operativen Eingriffs.

## Filmografie
- 1962: Stropers van die Laeveld
- 1963: Die Ruiter in die Nag
- 1964: Seven Against the Sun
- 1965: Jagd auf blaue Diamanten (Diamond Walkers)
- 1965: Sandy the Seal
- 1965: African Gold
- 1965: Diamanten sind gefährlich (deutsche TV-Serie)
- 1966: Finden Sie Livingstone!
- 1966: Der Rivonia-Prozeß
- 1966: Kavaliers
- 1967: The Professor and the Beauty Queen
- 1968: Schatzsuche unserer Tage (deutsche TV-Serie)
- 1968: Dr. Kalie
- 1969: Strangers at Sunrise
- 1970: Satan’s Harvest
- 1970: Shangani Patrol
- 1970: Sex vor sechs Millionen Jahren (Creatures the World Forgot)
- 1971: Diamantendetektiv Dick Donald (deutsche TV-Serie, eine Folge)
- 1971: Mister Kingstreet’s War
- 1971: Pressure Burst
- 1972: Rogue Lion
- 1973: Met Moed, Durf en Bloed
- 1974: Fraud!
- 1974: … und die Nacht kennt kein Erbarmen
- 1974: Dr. med. Mark Wedmann – Detektiv inbegriffen (deutsche TV-Serie, eine Folge)
- 1975: Härte 10 (deutscher TV-Mehrteiler)
- 1976: The Villagers (TV-Serie)
- 1976: Tatort: Trimmel und der Tulpendieb
- 1976: Slavers – Die Sklavenjäger
- 1977: Mr. Deathman
- 1978: Decision to Die
- 1978: Die letzte Offensive (Zulu Dawn)
- 1980: Die Götter müssen verrückt sein (The Gods Must Be Crazy)
- 1982: Claws
- 1983: Auf Achse (deutsche TV-Serie, eine Folge)
- 1983: For King and Country
- 1984: Go for the Gold
- 1984: Morenga
- 1985: Westgate III (TV-Serie)
- 1986: Die Mannheim-Sage (TV-Serie)
- 1987: Operation Hit Squad
- 1987: Rage to Kill
- 1988: Kronzeugin des Todes (Quest for Love)
- 1988: Tödliche Mission (The Emissary)
- 1988: White Ghost
- 1989: Mutator
- 1989: The Evil Below
- 1989: Blutiger Ruhm (Brutal Glory)
- 1990: Eine Frau wie tausend Feuer (That Englishwoman: An Account of the Life of Emily Hobhouse)
- 1990: Act of Piracy – Piraterie auf hoher See (Act of Piracy)
- 1990: The Fourth Reich
- 1991: Im Glanz der Sonne (The Power of One)
- 1992: Arende
- 1993: The Gospel According to Matthew
- 1994: Trigger Fast
- 1995: Hearts & Minds
- 1996: Warhead
- 1996: Project Shadowchaser IV
- 1997: Kap der guten Hoffnung
- 1997: Operation Delta Force 2: Mayday
- 1997: Sindbads Abenteuer (The Adventures of Sinbad, TV-Serie, zwei Folgen)
- 1998: Operation Delta Force 3: Clear Target
- 1999: Die Profis – Die nächste Generation (CI5: The New Professionals, TV-Serie, eine Folge)
- 1999: Die Spesenritter
- 2000: Die Wüstenrose
- 2000: Falling Rocks
- 2001: Mein Partner mit der kalten Schnauze
- 2001: The Diamond Hunters
- 2001: Isfahan (Kurzfilm)